# Cyprus op het Eurovisiesongfestival 2009
Cyprus nam deel aan het Eurovisiesongfestival 2009 in Moskou, Rusland. Het was de 27ste deelname van het land op het Eurovisiesongfestival. De CyBC was verantwoordelijk voor de Cypriotische bijdrage voor de editie van 200*.

## Selectieprocedure
Net zoals het voorbije jaar koos men ervoor een nationale finale te organiseren.
De finale vond plaats op 7 februari 2009 in de studio's van CyBC in Nicosia.
Er namen in totaal 10 artiesten deel aan deze finale en de winnaar werd gekozen door de televoters.
| Volgorde | Artiest                                                      | Lied                          | Televoting | Plaats |
| -------- | ------------------------------------------------------------ | ----------------------------- | ---------- | ------ |
| 1        | Tefkros Neokleous                                            | "Mary"                        | 2161       | 8      |
| 2        | Christina Metaxa                                             | "Firefly"                     | 12309      | 1      |
| 3        | Marlen Angelidou & The Diesel Sisters                        | "Mr Do Right One Night Stand" | 2526       | 7      |
| 4        | Marian Georgiou                                              | "Heartbeat"                   | 1535       | 10     |
| 5        | Alex Panayi                                                  | "There is Love"               | 3305       | 6      |
| 6        | Zel                                                          | "I'm Gonna Breakup With You"  | 3338       | 5      |
| 7        | Pieros Kezou                                                 | "Bleed 4 U"                   | 6590       | 2      |
| 8        | Christiana Theokli, Kostantina Georgiou, Andreas Christofrou | "Moving On"                   | 3737       | 4      |
| 9        | Katerina Neokleous                                           | "I Believe"                   | 1992       | 9      |
| 10       | Gore Melian                                                  | "I Wanna Thank You"           | 3877       | 3      |

## In Moskou
In de tweede halve finale moest men aantreden als zevende van negentien landen aan, net na Noorwegen en voor Slowakije. Het land behaalde een veertiende plaats met 32 punten, wat niet genoeg was om de finale te halen.
Men ontving 1 keer het maximum van de punten.
België zat in de andere halve finale en Nederland had geen punten over voor deze inzending.

### Gekregen punten

#### Halve finale 2
| 12 punten     | 10 punten | 8 punten | 7 punten           | 6 punten                         |
| ------------- | --------- | -------- | ------------------ | -------------------------------- |
| - Griekenland |           |          | - Denemarken       | - Estland                        |
| 5 punten      | 4 punten  | 3 punten | 2 punten           | 1 punt                           |
|               |           |          | - Ierland - Servië | - Letland - Litouwen - Slowakije |

### Punten gegeven door Cyprus

#### Halve finale 2
Punten gegeven in de halve finale:
| 12 punten | Griekenland  |
| 10 punten | Azerbeidzjan |
| 8 punten  | Noorwegen    |
| 7 punten  | Moldavië     |
| 6 punten  | Oekraïne     |
| 5 punten  | Estland      |
| 4 punten  | Servië       |
| 3 punten  | Denemarken   |
| 2 punten  | Kroatië      |
| 1 punt    | Litouwen     |

#### Finale
Punten gegeven in de finale:
| 12 punten | Griekenland         |
| 10 punten | Noorwegen           |
| 8 punten  | Azerbeidzjan        |
| 7 punten  | Verenigd Koninkrijk |
| 6 punten  | Denemarken          |
| 5 punten  | IJsland             |
| 4 punten  | Armenië             |
| 3 punten  | Estland             |
| 2 punten  | Roemenië            |
| 1 punt    | Rusland             |

| 12 punten | Griekenland         |
| 10 punten | Denemarken          |
| 8 punten  | IJsland             |
| 7 punten  | Noorwegen           |
| 6 punten  | Estland             |
| 5 punten  | Verenigd Koninkrijk |
| 4 punten  | Azerbeidzjan        |
| 3 punten  | Malta               |
| 2 punten  | Spanje              |
| 1 punt    | Turkije             |

| 12 punten | Griekenland         |
| 10 punten | Noorwegen           |
| 8 punten  | Azerbeidzjan        |
| 7 punten  | Armenië             |
| 6 punten  | Verenigd Koninkrijk |
| 5 punten  | Roemenië            |
| 4 punten  | Rusland             |
| 3 punten  | Moldavië            |
| 2 punten  | Turkije             |
| 1 punt    | Estland             |

1981 · 1982 · 1983 · 1984 · 1985 · 1986 · 1987 · 1988 · 1989 · 1990 · 1991 · 1992 · 1993 · 1994 · 1995 · 1996 · 1997 · 1998 · 1999 · 2000 · 2001 · 2002 · 2003 · 2004 · 2005 · 2006 · 2007 · 2008 · 2009 · 2010 · 2011 · 2012 · 2013 · 2014 · 2015 · 2016 · 2017 · 2018 · 2019 · 2020 · 2021 · 2022 · 2023 · 2024 · 2025